# 쇼슈탄

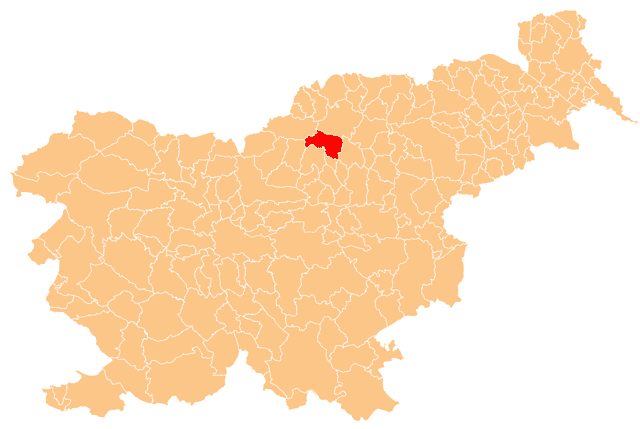
쇼슈탄의 위치

쇼슈탄(슬로베니아어: Šoštanj, 독일어: Schönstein 쇤슈타인[*])은 슬로베니아의 도시로 면적은 95.6km2, 높이는 367m, 인구는 8,254명(2002년 기준), 인구 밀도는 86.3명/km2이다.